# Daniel Wilhelm Beermann
Carl Daniel Wilhelm Beermann (* 21. März 1798 in Rinteln; † 19. März 1862 in Frankfurt (Oder)) war ein preußischer Landrat des Kreises Erkelenz.

## Leben
Der Protestant Daniel Wilhelm Beermann war ein Sohn des zuletzt als Regierungsrat bei der Königlich Preußischen Regierung in Aachen tätigen Geheimrats Johann Heinrich Beermann und dessen Ehefrau Caroline, geborene Waldenberg. Zur Zeit der Befreiungskriege diente Beermann im preußischen Heer, aus dem er 1815 als Premierleutnant ausschied. Nach Abschluss seiner weiteren Ausbildung trat er 1822 als Regierungsreferendar in den Dienst der Regierung Aachen ein, wo er nach bestandener Prüfung die Ernennung zum Regierungsassessor erhielt. Am 24. April 1826 wurde er mittels Allerhöchster Kabinettsorder (AKO) und in der Nachfolge des gestorbenen Kasimir von Dewall zum Landrat des Kreises Erkelenz ernannt. Zugleich mit seiner Ernennung zum Regierungsrat wechselte Beermann schließlich mit Erlass vom 9. März zum 1. April 1850 an die Regierung in Frankfurt (Oder). In dieser Stellung und mit der Charakterisierung als Geheimer Regierungsrat starb Beermann 1862.

## Auszeichnungen
- 1842: Roter Adlerorden 4. Klasse[1]
- 1850: Roter Adlerorden 3. Klasse[1]

## Familie
Daniel Wilhelm Beermann heiratete am 28. Juli 1828 in Erster Ehe in Frankfurt am Main Friederike Wilhelmine von dem Bruch (* 18. April 1809 in Aachen), Tochter des Tuchfabrikanten Jacob Wilhelm von dem Bruch und dessen Ehefrau Marianne, geborene Plitt. Die Ehe wurde 1836 geschieden. Seine zweite Ehefrau starb nach ihm, er hinterließ eine minderjährige Tochter.